# 完璧な人などいない
『完璧な人などいない』（かんぺきなひとなどいない、イタリア語: Nessuno è perfetto）は、1981年（昭和56年）製作・公開、パスクァーレ・フェスタ・カンパニーレ監督のイタリア映画であるイタリア式コメディの1作である。

## 略歴・概要
本作は、1981年、アウレリオ・デ・ラウレンティス、ルイジ・デ・ラウレンティスが経営する映画会社フィルマウロが製作、同年完成した。フランコ・フェッリーニ、エンリコ・オルドイーニ、ベルナルディーノ・ザッポーニの3人が執筆した原案をもとに、同3人に主演俳優のレナート・ポッツェットが加わって脚本を共同執筆した。
イタリアでは、同年10月22日に同国内で公開された。2008年（平成20年）10月21日、「100分」のヴァージョンでDVDがフィルマウロによりイタリアで、同年11月17日、「99分」のヴァージョン、Ornella, die Unwiderstehliche のタイトルで Carol Media によりドイツでも発売された。
日本では、2011年（平成23年）2月現在に至るまで劇場公開、テレビ放映、DVD等のビデオグラム販売等は行われていない。

## スタッフ・作品データ
- プロデューサー : アウレリオ・デ・ラウレンティス、ルイジ・デ・ラウレンティス （Luigi De Laurentiis）、アキッレ・マンツォッティ （Achille Manzotti）
- 監督 : パスクァーレ・フェスタ・カンパニーレ
- 原作 : フランコ・フェッリーニ （Franco Ferrini）、エンリコ・オルドイーニ （Enrico Oldoini）、ベルナルディーノ・ザッポーニ （Bernardino Zapponi）
- 脚本 : フランコ・フェッリーニ、レナート・ポッツェット （Renato Pozzetto）、エンリコ・オルドイーニ、ベルナルディーノ・ザッポーニ
- 撮影 : アルフィーオ・コンティーニ
- 美術 : ジャンティート・ブルキエッラーロ （Giantito Burchiellaro [3]）
- 衣裳 : ピエル・ルイジ・ピッツィ （Gaia Romanini [4]）
- 編集 : アメデオ・サルファ （Amedeo Salfa [5]）
- 音楽 : リズ・オルトラーニ

- フォーマット : カラー映画 - ヨーロピアンヴィスタ・サイズ（1.66:1） - モノラル録音

## キャスト
クレジット順
- オルネッラ・ムーティ - シャンタル
- レナート・ポッツェット - グェッリーノ・カスティリョーネ
- フェリーチェ・アンドレアージ （Felice Andreasi）
- マッシモ・ボルディ （Massimo Boldi） - Lingua profonda
- ガブリエーレ・ティンティ （Gabriele Tinti）
- リーナ・ヴォロンギ （Lina Volonghi）

アルファベット順
- ダニエーラ・グラッシーニ （Daniela Grassini [6]）
- ロドルフォ・マニャーギ （Rodolfo Magnaghi [7]） - パゼッティ大佐
- ベネデット・ラヴァージオ （Benedetto Ravasio [8]）
- フランチェスコ・ヴィゼンティン （Francesco Visentin [9]）

## あらすじ
ワイン工場を経営する旧家の長男グェッリーノ・カスティリョーネ（レナート・ポッツェット）は、街で美しいモデルが撮影をしているところに通りかかる。ホテルにまで追いかけ、ラウンジで彼女を眺めているうちに酔っ払い、部屋を取ることに。その夜、気がつくと、部屋を間違えたあの美女が自分のベッドに眠っているのだった。グェッリーノは美女シャンタル（オルネッラ・ムーティ）を家に連れて帰る。シャンタルは美しいだけではなく、料理が上手できれい好き、美的感覚に優れて、しかもグェッリーノが割れなかった巨大な薪を一発で叩き割る強靭な腕力を持つ。しかしある日グェッリーノが家に帰ると、中年の女性と子どもが来ていた。シャンタルはこの母子に大金を払わなければならないのだという。なにも疑わずグェッリーノが小切手を切ると、やがてつづらが送られてくる。つづらの中にはドイツ語の雑誌が入っており、苦心して調べたところによると、シャンタルはドイツの屈強な男性軍人が性転換した姿なのであった。悩み苦しむグェッリーノが出した結論は、子どもを引き取り、3人で仲良く暮らすというものであった。

## 註
1. 1 2  Nessuno è perfetto, インターネット・ムービー・データベース （英語）, 2011年2月18日閲覧。
2. ↑  パスクァーレ・フェスタ・カンパニーレ、allcinema ONLINE, 2011年2月17日閲覧。
3. ↑  Giantito Burchiellaro - IMDb（英語）, 2011年2月18日閲覧。
4. ↑  Gaia Romanini - IMDb（英語）, 2011年2月18日閲覧。
5. ↑  Amedeo Salfa - IMDb（英語）, 2011年2月18日閲覧。
6. ↑  Daniela Grassini - IMDb（英語）, 2011年2月18日閲覧。
7. ↑  Rodolfo Magnaghi - IMDb（英語）, 2011年2月18日閲覧。
8. ↑  Benedetto Ravasio - IMDb（英語）, 2011年2月18日閲覧。
9. ↑  Francesco Visentin - IMDb（英語）, 2011年2月18日閲覧。

## 関連事項
- イタリア式コメディ